# Lawrence of Newark
Lawrence of Newark (с англ. — «Лоуренс Ньюаркский») — альбом американского джазового органиста Ларри Янга. Название обыгрывает имя известного разведчика; Ньюарк — родной город Янга.
Альбом стал первым выпущенным сольным альбомом за пять лет после Heaven On Earth (1968). В период с 1969 по примерно 1972 год Ларри Янг входил в состав The Tony Williams Lifetime.
LoN вышел в 1973 году на маленьком лейбле Perception Records, который вскоре разорился, так что альбом не получил широкой дистрибуции и был филофонической редкостью до переиздания на CD.

## Особенности
Как и на многих других своих альбомах, на LoN Янг сочетает различные джазовые стили в пределах одной программы. Так, первая сторона пластинки (с композициями «Saudia», «Alive», «Hello Your Quietness») представляет собой вполне сформировавшийся к этому времени фьюжн в духе первых альбомов The Lifetime, на которых играл Ларри. Балладная «Saudia» может рассматриваться как своеобразный ответ на «Samba Pa Ti» Santana, но скорее с ближневосточным (а не латиноамериканским) колоритом. В продолжительных импровизациях «Hello Your Quietness» и «Sunshine Fly Away» без труда обнаруживается связь с модальными циклами Джона Колтрейна второй половины 1960-х годов (Kulu Se Mama).
На второй стороне (особенно на «Khalid Of Space Part Two») Янг экспериментирует со стилем фри-фанк, объединяя тонально свободные импровизации фри-джаза с ритмической дисциплиной фанка.
При переиздании на CD стороны первоначального винилового издания «поменяли местами», то есть композиции со второй стороны звучат первыми.
На альбоме играет обширный состав инструменталистов (особенно много перкуссии), среди которых Джеймс Блад Алмир и Фэроу Сандерс.

## Отзывы
Allmusic оценил Lawrence of Newark в 4½ балла из 5. Обозреватель Том Юрек отметил, что альбом «поражает своим свежим взглядом на применение органа в джазе и импровизации. Это полный, тёмный, задумчивый и насыщенный грувом альбом».
«Поклонникам расцветающей сцены афро-джаза начала 1970-х годов и фьюжна, как и всем, кто проявляет интерес к музыкантам, доведшим „Хаммонд B-3“ до его истинных пределов звуковой экспрессии, следует обратить внимание на этот чрезвычайно рекомендуемый альбом», — указывает Unsung.
Пользователи Rate Your Music оценили LoN в 3.83 из 5 баллов, поставив 235 оценок (второй по количеству оценок альбом Янга, после Unity).

## Список композиций
Вся музыка написана Ларри Янгом.
| №                   | Название                             | Длительность |
| ------------------- | ------------------------------------ | ------------ |
| 1.                  | «Saudia»                             | 4:28         |
| 2.                  | «Alive»                              | 1:50         |
| 3.                  | «Hello Your Quietness (Islands)»     | 10:02        |
| 4.                  | «Sunshine Fly Away»                  | 8:37         |
| 5.                  | «Khalid Of Space Part Two (Welcome)» | 12:20        |
| Общая длительность: | Общая длительность:                  | 37:36        |

## Участники
- Ларри Янг — орган, клавишные, бонго, перкуссия, вокал
- Джеймс Блад Алмир (James Blood Ulmer) — гитара
- Чарльз Макги́ (Charles MacGee) — труба
- Фэроу Сандерс — тенор-саксофон
- Дэннис Моуроуз (Dennis Mourouse) — тенор-саксофон
- Арт Гор (Art Gore) — электропиано, ударные
- Цедрик Лоусон (Cedric Lawson) — электропиано
- Дьедрэ Джонсон (Diedre Johnson) — виолончель
- Джуини Бут (Juini Booth) — бас
- Дон Пэйт (Don Pate) — бас
- Джеймс Флорез (James Flores) — ударные
- Говард Кинг (Howard King) — ударные
- Абдул Сахид (Abdul Sahid) — ударные
- Стэйси Эдвардс (Stacey Edwards) — конга, перкуссия
- Абдул Хаким (Abdul Hakim) — бонго, перкуссия
- Армен Халбурян (Armen Halburian) — колокола, конга, перкуссия
- Поппи Лабой (Poppy LaBoy) — перкуссия
- Умар Абдул Муиз (Umar Abdul Muizz) — конга, перкуссия
- Джумма Сантос (Jumma Santos) — перкуссия